# Championnat de Tchécoslovaquie féminin de volley-ball
Le Championnat de Tchécoslovaquie de volley-ball féminin s’est disputé de 1930 à 1992, soit durant l’existence de la Tchécoslovaquie.

## Historique
- À la suite de la dislocation de la Tchécoslovaquie, le championnat n'existe plus sous cette formule depuis 1992[1].

## Palmarès
| Année | Champion                           | Finaliste                  | Troisième                  |
| ----- | ---------------------------------- | -------------------------- | -------------------------- |
| 1931  | VVS Prague                         |                            |                            |
| 1932  | VS Marathon Prague                 |                            |                            |
| 1933  | VS Marathon Prague                 |                            |                            |
| 1934  | Sokol Plzeň I                      |                            |                            |
| 1935  | Sokol Plzeň I                      |                            |                            |
| 1936  | Sokol Plzeň I                      | Vysokoškolský sport Prague | Sokol Brno                 |
| 1937  | Sokol Plzeň I                      |                            |                            |
| 1938  | compétition non disputée           | compétition non disputée   | compétition non disputée   |
| 1939  | Sokol Plzeň I                      |                            |                            |
| 1940  | Sokol Plzeň I                      |                            |                            |
| 1941  | SK Viktoria Plzeň                  |                            |                            |
| 1942  | SK Viktoria Plzeň                  |                            |                            |
| 1943  | SK Viktoria Plzeň                  |                            |                            |
| 1944  | compétition non disputée           | compétition non disputée   | compétition non disputée   |
| 1945  | SK Zaměstnanci Prahy               |                            |                            |
| 1946  | SK Zaměstnanci Prahy               |                            |                            |
| 1947  | SK Zaměstnanci Prahy               |                            |                            |
| 1948  | Sokol Jáma Trojice Slezská Ostrava |                            |                            |
| 1949  | Sokol Pražský                      |                            |                            |
| 1950  | Sokol Pražský                      | Sokol Jáma Trojice         | Sokol Královo Pole         |
| 1951  | Sokol OKD Ostrava                  |                            |                            |
| 1952  | Sokol Baník Ostrava                |                            |                            |
| 1953  | Sokol Baník Ostrava                |                            |                            |
| 1954  | Tatran Valašské Meziříčí           |                            |                            |
| 1955  | ÚDA Prague                         | Slavoj Odívání             | Tatran Valašské Meziříčí   |
| 1956  | ÚDA Prague                         | Tatran Valašské Meziříčí   | Slavoj Prague              |
| 1957  | Slavoj Prague                      | Tatran Valašské Meziříčí   | Dynamo Prague              |
| 1958  | Tatran Valašské Meziříčí           | Slavoj Prague              | Slavoj Plzeň               |
| 1959  | Dynamo Prague                      | Slavoj Prague              | Valašské Meziříčí          |
| 1960  | Slavoj Plzeň MP                    | Dynamo Prague              | Spartak Královo Pole Brno  |
| 1961  | Tatran Střešovice                  | Dynamo Prague              | Slávia Bratislava UK       |
| 1962  | Dynamo Prague                      | Tatran Střešovice          | Slávia Bratislava UK       |
| 1963  | Dynamo Prague                      | ČKD Prague                 | Tatran Střešovice          |
| 1964  | ČKD Prague                         | Slávia Bratislava UK       | SK Slávia Prague           |
| 1965  | SK Slávia Prague                   | Slávia Bratislava UK       | Jiskra Jablonec            |
| 1966  | Slávia Bratislava UK               | Jiskra Jablonec            | Tatran Střešovice          |
| 1967  | Slávia Bratislava UK               | SK Slávia Prague           | Slavoj Prague              |
| 1968  | Slávia Bratislava UK               | Tatran Střešovice          | Slavoj Prague              |
| 1969  | Tatran Střešovice                  | VŠ Bratislava              | SK Slávia Prague           |
| 1970  | Tatran Střešovice                  | Slávia Bratislava UK       | Rudá Hvězda Prague         |
| 1971  | Tatran Střešovice                  | Slávia Bratislava UK       | Technika Brno              |
| 1972  | Tatran Střešovice                  |                            |                            |
| 1973  | Tatran Střešovice                  |                            |                            |
| 1974  | Rudá Hvězda Prague                 |                            |                            |
| 1975  | Rudá Hvězda Prague                 |                            |                            |
| 1976  | Slávia Bratislava UK               |                            |                            |
| 1977  | Rudá Hvězda Prague                 |                            |                            |
| 1978  | Slávia Bratislava UK               |                            |                            |
| 1979  | Rudá Hvězda Prague                 |                            |                            |
| 1980  | Rudá Hvězda Prague                 | Slávia Bratislava UK       | Lokomotiva Liberec         |
| 1981  | Rudá Hvězda Prague                 | Slávia Bratislava UK       | Lokomotiva Liberec         |
| 1982  | Slávia Bratislava UK               | Rudá Hvězda Prague         | Lokomotiva Liberec         |
| 1983  | Slávia Bratislava UK               | Rudá Hvězda Prague         | KPS Brno                   |
| 1984  | Rudá Hvězda Prague                 | Slávia UK Bratislava       | Lokomotiva Liberec         |
| 1985  | Rudá Hvězda Prague                 | Slávia UK Bratislava       | Červená Hviezda Bratislava |
| 1986  | Rudá Hvězda Prague                 | Slávia UK Bratislava       | Slávia Prague IPS          |
| 1987  | Rudá Hvězda Prague                 | Slávia UK Bratislava       | Jiskra Textilana Liberec   |
| 1988  | Rudá Hvězda Prague                 | Slávia UK Bratislava       | Slávia Prague IPS          |
| 1989  | Slávia UK Bratislava               | Rudá Hvězda Prague         | Slávia Prague IPS          |
| 1990  | KPS Brno                           | Slávia UK Bratislava       | Červená Hviezda Bratislava |
| 1991  | TJ Slávia UK Bratislava            | TJ KPS Brno                | PSK Olymp Prague           |
| 1992  | PSK Olymp Prague                   | TJ KPS Brno                | SK Slávia Prague           |